# Valašské Meziříčí
Valašské Meziříčí (wym. [ˈvalaʃskɛː ˈmɛzɪr̝iːtʃiː]; niem. Wallachisch Meseritsch;  dosł. Wołoskie Międzyrzecze) – miasto w Czechach, na wschodnich Morawach, w kraju zlinskim, w powiecie Vsetin. Według danych z 31 grudnia 2003 powierzchnia miasta wynosiła 5477 ha, a liczba jego mieszkańców 27 481 osób.

## Historia
Pierwotnie znajdowały się tu dwa miasta: Krásno nad Bečvou na prawym brzegu rzeki Dolna Beczwa oraz Meziříčí na lewym brzegu tejże rzeki. Pierwsza wzmianka o Meziříčí pochodzi z roku 1297, jako miasto jest znane od roku 1377. Na początku nazywało się tylko Meziříčí (czes. "Międzyrzecze", ponieważ leży między rzekami Dolna Beczwa i Górna Beczwa, które się tu spotykają i tworzą rzekę Beczwę), przymiotnik Valašské (pl. Wołoskie) otrzymało dopiero w XVIII wieku, sporadycznie pojawia się w roku 1718, do tego czasu nazywana Meziříčí nad Bečvou albo Meziříčí pod Rožnovem. W drugiej połowie XVI wieku miasto otoczono kamiennymi murami. Podczas wojny trzydziestoletniej kilka razy zostało poszkodowane atakami obu stron, niektórych domów na peryferiach już nigdy nie odnowiono. Mury zostały rozebrane w połowie XIX wieku. Od roku 1850 miasto było siedzibą starostwa (okresní hejtmanství). Krásno awansowało na miasteczko w 1491. Oba miasta połączono w jedno w 1924, kiedy z 8000 mieszkańców zostało jednym z największych miast regionu Morawska Wołoszczyzna.

## Demografia
| Rok             | 1970   | 1980   | 1991   | 2001   | 2003   |
| --------------- | ------ | ------ | ------ | ------ | ------ |
| Liczba ludności | 22 296 | 26 531 | 28 175 | 27 568 | 27 481 |

Źródło: Czeski Urząd Statystyczny

## Komunikacja
ČSAD Vsetín obsługuje linie autobusowe 1, 3, 5, 6, 7 i 8.

## Podział
- Bynina
- Hrachovec
- Juřinka
- Krásno nad Bečvou
- Lhota
- Podlesí
- Valašské Meziříčí

## Miasta partnerskie
- Bussum, 1990
- Čadca, 1998
- Budva, 2001
- Čačak, 2005
- Sevlievo, 2005

## Urodzeni w mieście
- Milan Baroš – piłkarz
- Tomáš Berdych – tenisista
- Tereza Hladíková – tenisistka
- Markéta Irglová – piosenkarka
- Roman Staněk – kierowca wyścigowy
- Klára Ulrichová – skoczkini narciarska
- Tomáš Vančura – skoczek narciarski

## Galeria

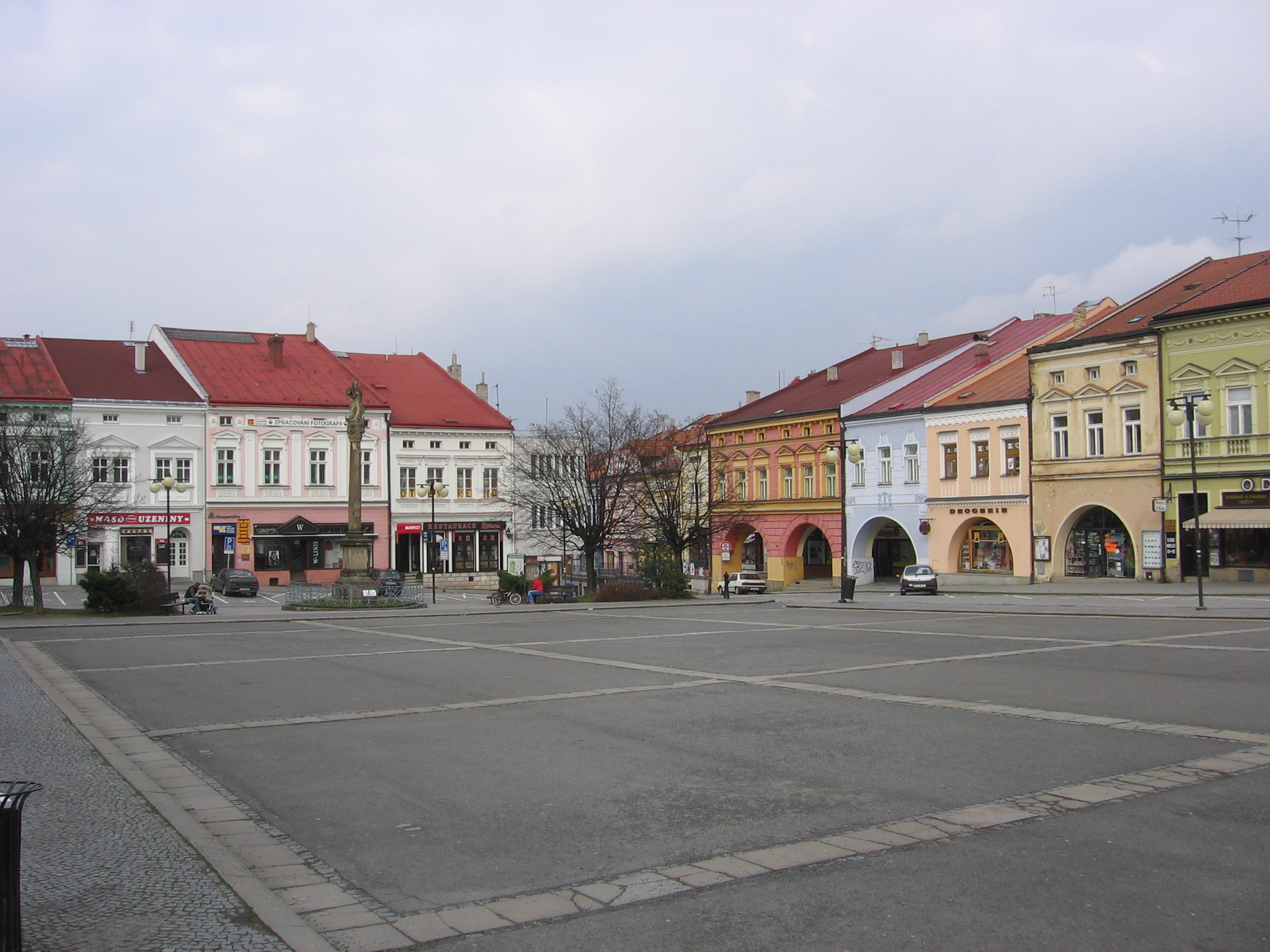
Rynek
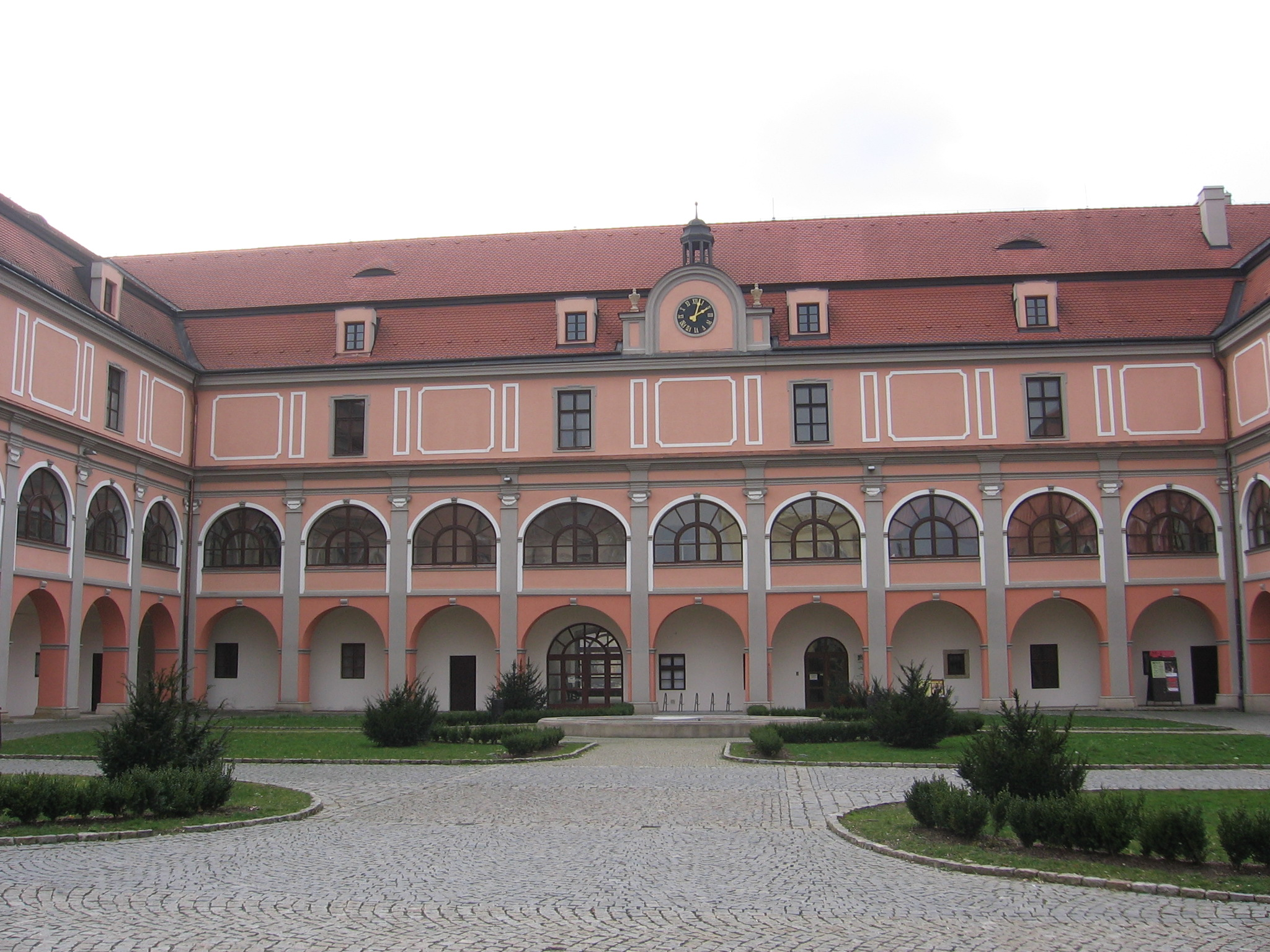
Zamek Žerotínów
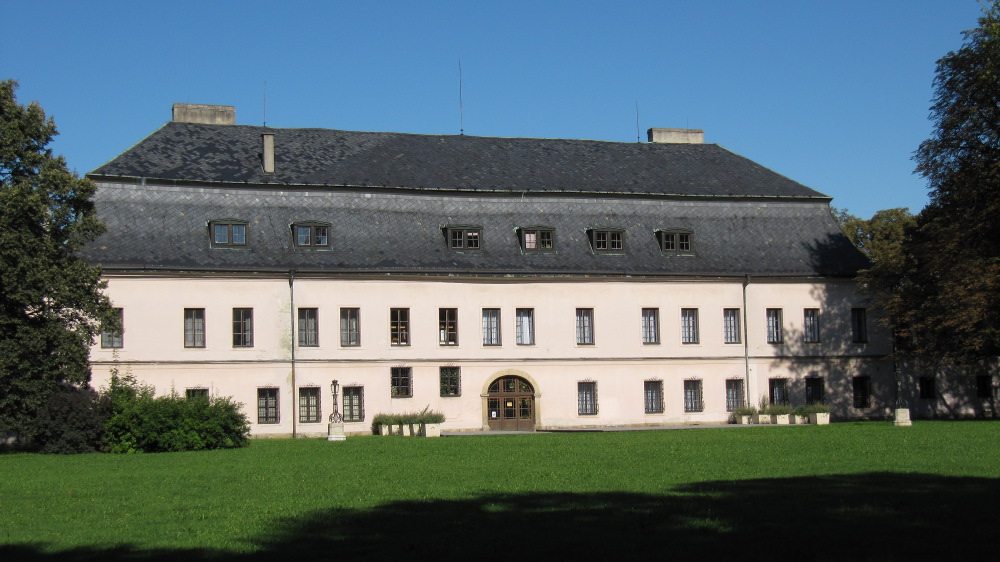
Zamek Kinských w dzielnicy Krásna
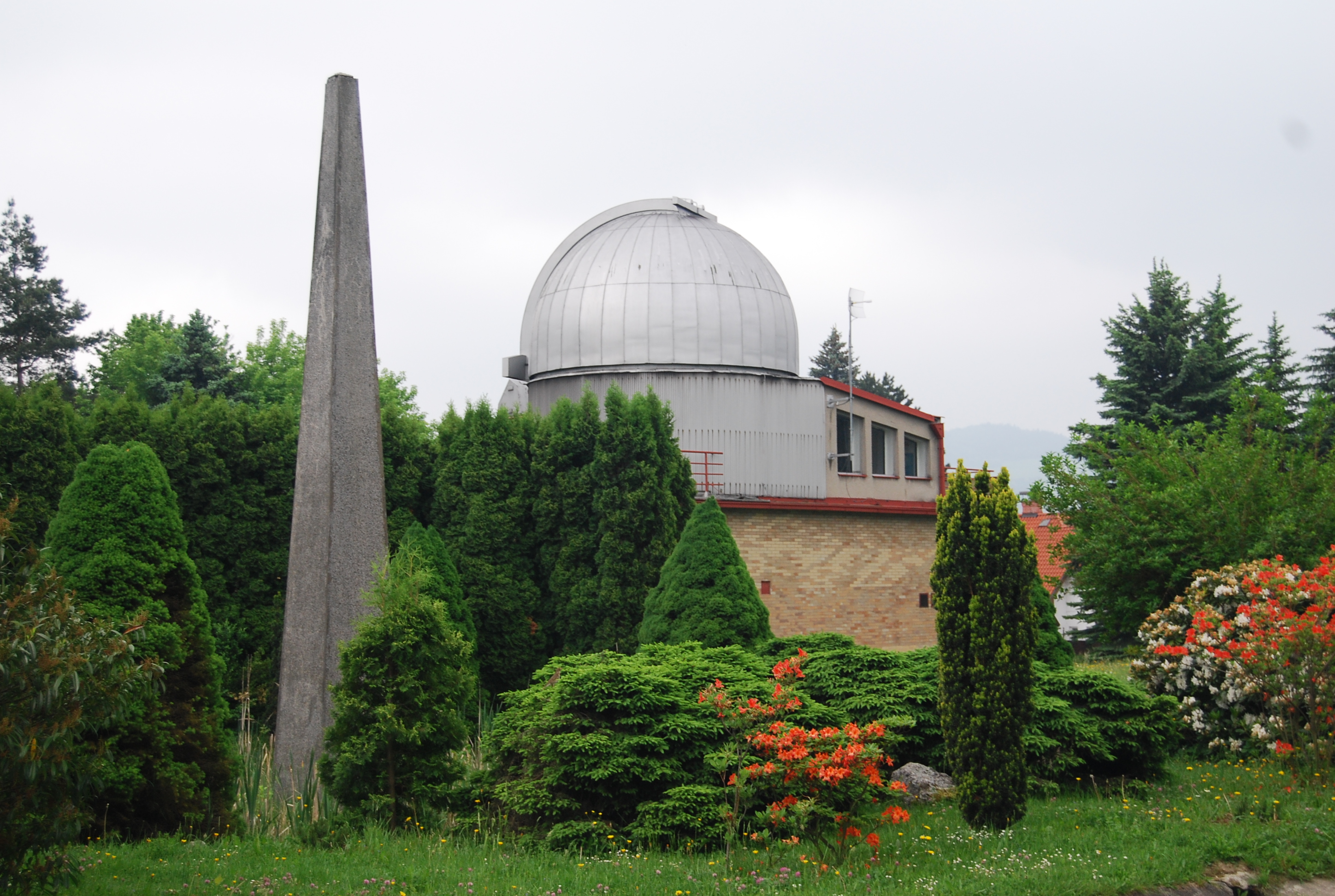
Obserwatorium astronomiczne
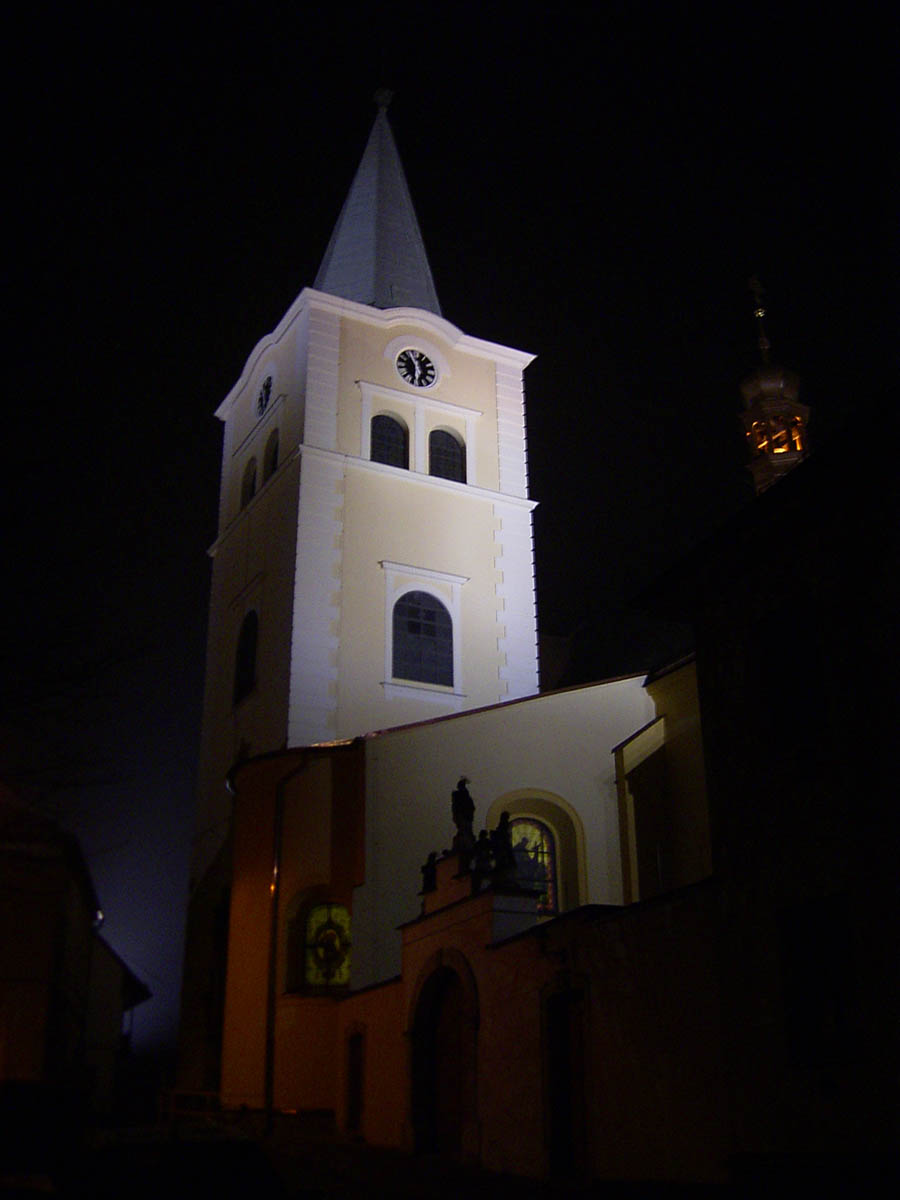
Kościół Wniebowzięcia Marii Panny
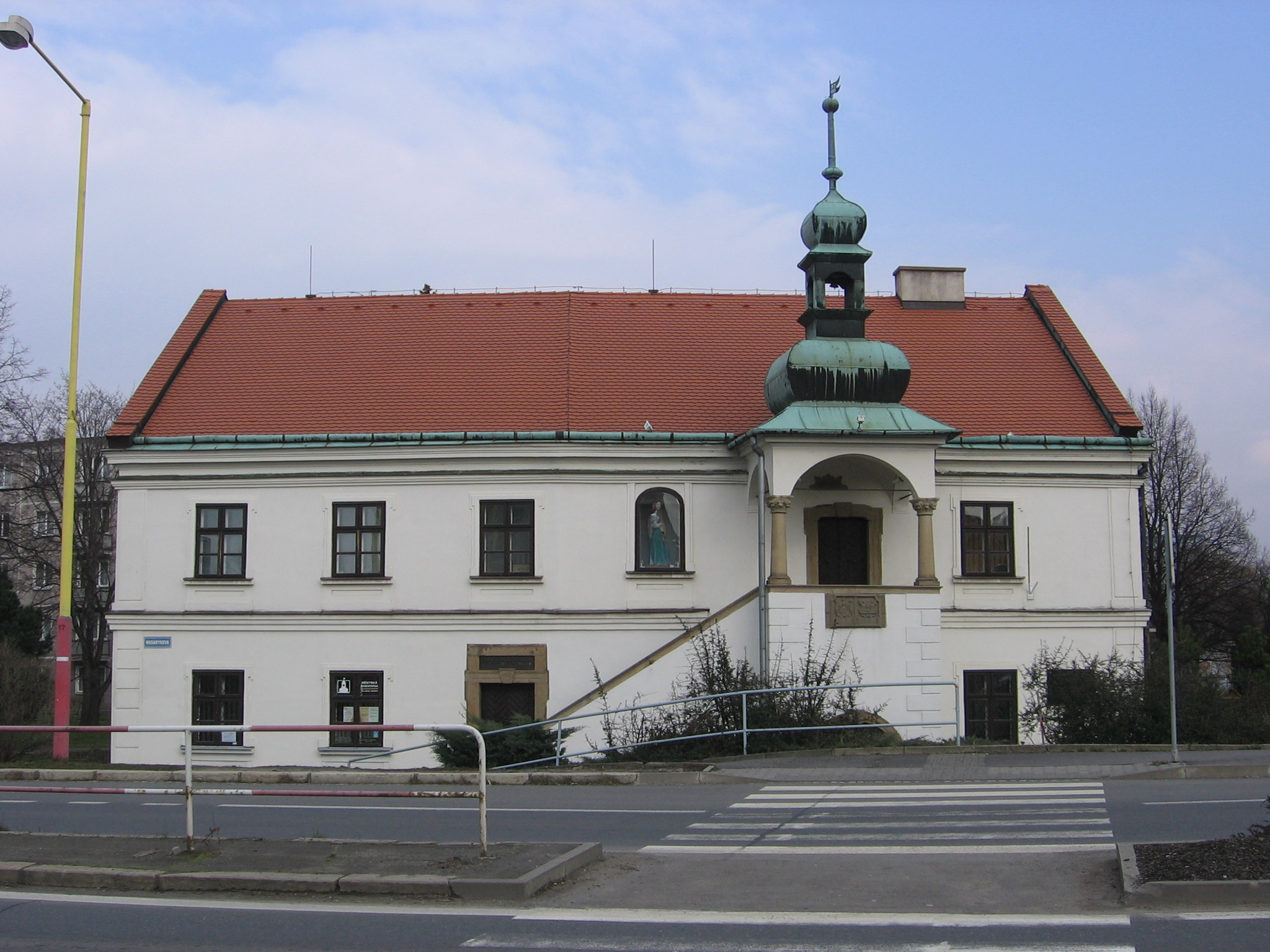
Dawny ratusz w dzielnicy Krásna